# Thiasophila angulata
Thiasophila angulata är en skalbaggsart som först beskrevs av Wilhelm Ferdinand Erichson 1837.  Thiasophila angulata ingår i släktet Thiasophila, och familjen kortvingar. Arten är reproducerande i Sverige.